# Merck Sharp and Dohme
Merck & Co., Inc., o también, Merck Sharp & Dohme o MSD es una de las mayores empresas farmacéuticas del mundo con sede en Rahway (Nueva Jersey), Estados Unidos. Se estableció en 1891 como la subsidiaria estadounidense de la compañía alemana conocida como Merck KGaA. Al igual que muchos otros activos alemanes en los Estados Unidos, Merck & Co. fue confiscada en 1917 durante la Primera Guerra Mundial y se estableció como una empresa independiente. Actualmente es una de las cinco empresas farmacéuticas más grandes del mundo en cuanto a ingresos.
Merck descubre, desarrolla, fabrica y comercializa una amplia gama de productos innovadores para mejorar la salud humana y animal, directamente y a través de sus empresas. The Merck Company Foundation ha distribuido más de $ 480 millones en educación y a organizaciones sin fines de lucro, ya que fue fundada en 1957.

## Historia
Merck & Co. tiene sus orígenes en Friedrich Jacob Merck quien compró una farmacia en Darmstadt, Alemania en 1668. En 1816, Emanuel Merck, se hizo cargo del establecimiento después de varias generaciones. Emanuel y sus sucesores, poco a poco, construyeron una fábrica de productos químicos y farmacéuticos.
En 1891, George Merck se estableció en los Estados Unidos y creó Merck & Co., en Nueva York, como la filial en EE.UU. de la asociación de la familia E. Merck el nombre de Emanuel Merck, que ahora es de Merck KGaA. Merck & Co. fue confiscado en 1917 durante la Primera Guerra Mundial y se estableció como una empresa independiente en los Estados Unidos. En el periodo de entreguerras y durante la Segunda Guerra Mundial, la empresa fue dirigida por George Merck, quién condujo el Servicio de Investigación de Guerra, que inició el Programa de Armas Biológicas de los Estados Unidos en Fort Detrick. Hoy en día, la compañía estadounidense tiene cerca de 56,700 empleados en 120 países y 31 fábricas en todo el mundo. Es una de las 7 compañías farmacéuticas más grandes de todo el mundo, mucho más grande que su antecesor alemán, que actualmente emplea a alrededor de 32.800 personas en 62 países.
En noviembre de 2009, Merck se fusionó con Schering-Plough.

## Posición competitiva

### Marcas
En 2023, la Reseña Anual del sistema de Madrid de la Organización Mundial de la Propiedad Intelectual (OMPI) clasificó a Merck & Co., Inc. como el décimo quinto lugar mundial en número de solicitudes de marcas realizadas en el marco del Sistema de Madrid, con 54 solicitudes de marcas realizadas durante 2023.